# ジャスティン・ドーレー
ジャスティン・ドーレー（Justin Dorey、1988年8月17日 - ）は、カナダ・アルバータ州出身のフリースキーヤー。
FIS Freestyle World Ski Championshipsのハーフパイプ種目で1つのシルバーメダルを獲得。ソチオリンピックでは予選を1位で通過し、決勝は12人中12位。

## 成績
- Dew Cup in 2012　1位
- AFP World Championships 2011　1位

## スポンサー
- ZUMA SKI
- モンスターエナジー
- アンダーアーマー
- GIRO

## その他
試合前夜には必ず寿司を食べている。